# オスカル2世 (海防戦艦)
オスカル2世（スウェーデン語: HM Pansarskepp Oscar II）はスウェーデン海軍の海防戦艦。艦名は建造当時のスウェーデン王オスカル2世に因む。

## 艦歴
1901年設置の海軍軍備委員会は、アラン級の次の艦として次の3案の中から最終的に最も安価なものを推薦した。
|   | 排水量   | 21cm砲 | 15cm砲 | 速力     | 費用            |
| - | -------- | ------ | ------ | -------- | --------------- |
| 1 | 4800トン | 4門    | 8門    | 18ノット | 7762000クローナ |
| 2 | 3950トン | 2門    | 8門    | 17ノット | 6225800クローナ |
| 3 | 4218トン | 2門    | 10門   | 18ノット | 6631000クローナ |

それに対して海軍大臣は速力を重視して第3案を選択し、1903年春に予算は承認されたが、額は第2案相当のものであった。最終的な設計は5月22日に承認され、最も良い条件を提示したイェーテボリのリンドホルメン造船所と9月23日に契約が結ばれた。同年秋に起工。1905年6月6日進水。そのころ造船所では労働紛争が激化しており、ロックアウトが決定されたが進水に影響しないよう実施日が進水後に延期された。また、スウェーデンとノルウェーの同君連合解消危機のため国王は進水式に臨席できなかった。ロックアウトやストライキの影響により建造は遅れ、引き渡しは1907年4月3日となった。
引き渡し後、「オスカル2世」は沿岸艦隊旗艦となった。1907年夏、「オスカル2世」は海防戦艦「タッペレーテン」、「トール」、水雷巡洋艦「エーネン」とともにイギリスを訪問し、観艦式に参加した。それから戻った後、オスカル2世は「オスカル2世」の外壁にサインをした。それが、オスカル2世が自身の名を付けられた艦を見た最後の機会となった。
1908年4月29日、「オスカル2世」はヴィルヘルム王子とロシアのマリア・パヴロヴナとの結婚によりロシアへ向かう国王グスタフ5世などを乗せ、装甲巡洋艦「フィルギア」、駆逐艦「マグネ」を伴ってストックホルムを出発し、レヴァルへ向かった。結婚後、ヴィルヘルム王子とパヴロヴナは「オスカル2世」に乗ってストックホルムへ向かった。
1909年夏、「オスカル2世」はトレレボリ・ザスニッツ間のフェリー航路開通式に向かうグスタフ5世をトレレボリで乗せ、海防戦艦「タッペレーテン」、「マンリゲーテン」、水雷巡洋艦「クラス・ウグラ」を伴ってザスニッツへ向かった。
1909年から1910年の冬には地中海へ向かい、ル・アーヴル、マルタ島、アレクサンドリア、クレタ島、シロス島、スミュルナ、ミロス島、ヴェネツィア、ナポリ、カプリ島、トゥーロン、リスボンを訪問した。1911年8月、「オスカル2世」と駆逐艦「Ragnar」は夏の居住地であるエーランド島のSollidenから戻る国王夫妻を運んだ。1911年から1912年にかけてはシュチェチン、リース、キール、アムステルダム、コペンハーゲン、ヴィルヘルムスハーフェン、ル・アーヴル、ポーツマス、ハンブルクを訪問した。
1912年8月、「オスカル2世」はロシアの皇帝一家を訪ねる国王夫妻を乗せ、海防戦艦「ドリスティゲーテン」（または「マンリゲーテン」）、装甲巡洋艦「フィルギア」、駆逐艦「シグルズ」を伴ってヴィボルグへ向かった。1913年6月、デンマーク王クリスチャン10世を訪ねるグスタフ5世をコペンハーゲンへ運んだ。
1917年秋、沿岸艦隊旗艦は「オスカル2世」から「スヴァリエ」にかわった。
1818年、フィンランドで内戦が始まる。オーランド諸島がスウェーデンへの帰属を求め、スウェーデンは同地に兵員を派遣Template:橋本。「オスカル2世」と「スヴァリエ」も派遣となり、2月20日に同諸島西端のエッケローに到着した。一方でドイツ軍もオーランド諸島へ進出し、両国は諸島を共有することで合意した。「オスカル2世」は4月23日、または5月16日までオーランド諸島に留まった。

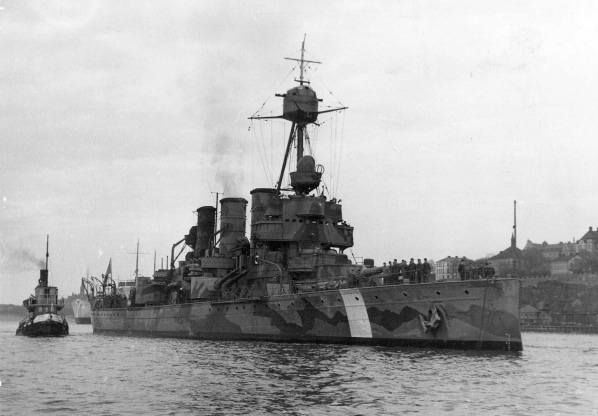
「オスカル2世」（1944年、ストックホルム）

1929年、「オスカル2世」はNaval War collegeに配された。1929年、ラ・コルニャ、パレルモ、アレクサンドリア、コンスタンティノープル、ピレウス、ヴェネツィア、トゥーロン、セビリア、カレーを訪問。1930年6月、アイスランドのアルシング創設1000周年記念式典に参列するグスタフ・アドルフ王子が「オスカル2世」に乗艦してレイキャビクへ向かった。1934年にはトーベク、フリシンゲン、マデイラ諸島フンシャル、カーディフ、ジャージー島セント・ヘリア、リースを訪問。同年末からはデン・ヘルダー、フリシンゲン、ジブラルタル、アリカンテ、アナンバ、チュニス、アレクサンドリア、ピレウス、、ナポリ、パルマ、ジブラルタル、ポーツマスと訪問し、1935年にはスキーダム、リスボン、スウォンジー、グレーブゼンド、キールを、1936年にはトーベク、フラールディンゲン、カディス、カサブランカ、ブレスト、カーディフ、ベルファスト、ブレーメンを訪問した。
第二次世界大戦勃発時は改装中で、1939年11月中旬にカールスクルーナの部隊に編入され、その後、ストックホルムの部隊に配される時期もあり、1943年にはNaval war collegeに配された。
1947年1月26日にグスタフ・アドルフ王子が事故死し、最後となる練習航海から戻る途中であった「オスカル2世」は遺体の引き取りを命じられてコペンハーゲンへ向かい、棺をマルメーまで輸送した。
1950年2月24日退役、除籍。1952年にバーリヤ海軍学校へ移されて消火や浸水防止訓練などに使用された。1974年9月11日に解体のため売却された。

## 設計

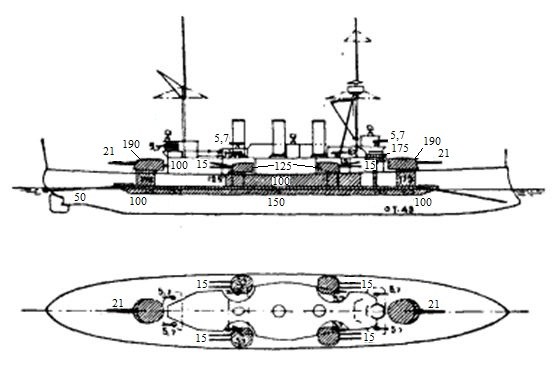
「オスカル2世」の兵装および装甲を示す図

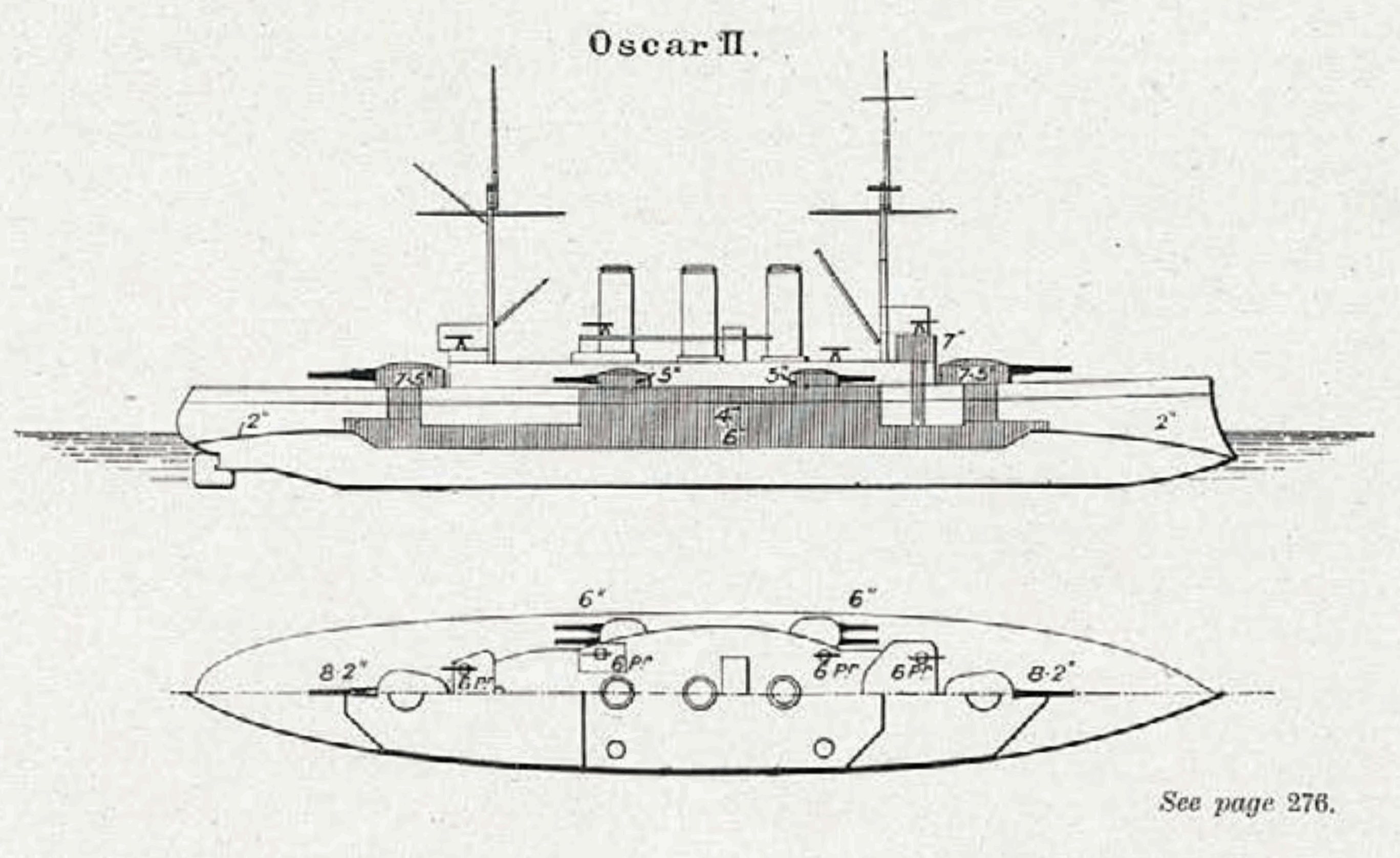
「オスカル2世」の図（ブラッセイ海軍年鑑、1906年）

基準排水量4273トン、満載排水量4495トンで、全長97.9 m、水線長95.6 m、最大幅15.42 m、計画吃水5.13 m。船体はアラン級より水線長と全幅の比が大きく高速向きとなっている。
主砲はボフォース44口径21cmM/98型砲2門、単装砲塔2基で、前後に1基ずつ搭載した。この砲は「ドリスティゲーテン」やアラン級の主砲と同じものである。砲弾重量140 kg、砲口初速750 m/sで、最大仰角12度での射程は10,925 m。砲塔はM1898型で、旋回、揚弾薬は電力、装填は人力。発射速度は毎分1発であった。副砲はボフォース50口径15.2 cmM/03型砲8門を、連装砲塔で両舷に2基ずつ搭載した。これは装甲巡洋艦「フィルギア」にも搭載されている。砲弾重量45.4 kgで砲口初速850 m/s。最大仰角12度での射程は12 kmであった。旋回は電力で、俯仰都装填は人力。発射速度はカタログ上は毎分6発。他に、対水雷艇用としてフィンスポング55口径57 mmM88B型砲を10門搭載した。これは艦橋と同じレベルに両側それぞれ5門ずつ搭載された。また、艦載艇搭載用として37 mmM98B型砲を3門搭載した。水雷兵装はアームストロング・ホイットワース45.7 cmM/99型水中魚雷発射管を両舷に1門ずつ搭載した。
モータラ製直立4気筒3段膨張蒸気往復動機関2基、ヤーロー水管缶10基搭載で2軸推進。煙突は3本。計画速力17.8ノットで、公試では18.36ノットを発揮した。石炭搭載量は500トン、航続距離は17.8ノットで1100浬、11ノットで3550浬であった。
装甲鈑はKCで、砲塔がクルップ社製、他はシュネデール社製。水線装甲帯は中央部が厚さ150 mmで、そこから125 mmに減少し、端では100 mmとなっていた。シタデルは100 mm。主砲のバーベットは175 mmで砲塔は125から60 mm。またはバーベットと前楯190 mm。司令塔は前部のものが157 mmないし175 mmで、後部の提督用のものは100 mm。装甲甲板は亀甲型で、鋼板15 mm＋装甲鈑22 mm（水平部）/35 mm（傾斜部）。または22 mm＋22 mm。
乗員は326名で、他に司令部要員9名分の施設があった。

## 改装

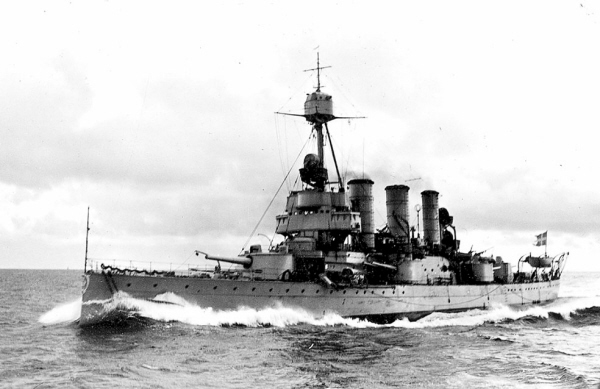
近代化改装後の「オスカル2世」

1910年から1911年に前檣がファイティングトップを有する三脚檣にされた。
第一次世界大戦中、57 mm砲2門が同口径のM/89B型高角砲に換装された。
1938年から1939年の近代化改装では、換装されていなかった57 mm砲すべてや魚雷発射管が撤去され、57 mmM/38型高角砲4門、25 mmM/33型機銃2挺、8 mmM/36型機銃2挺を搭載。後部艦橋や後檣は撤去された。ボイラーはすべて換装され、2基は重油燃焼缶となった。また、ジャイロコンパス、パラヴェーンなども搭載された。改装により、満載排水量4850トンとなった。